# いつだって…
「いつだって…」は、日本のお笑いコンビ、2丁拳銃の2枚目のシングル。1998年8月26日にイーストウエスト・ジャパンからリリースされた。

## 収録曲
1. いつだって…
  - 作詞・作曲：源まなぶ
2. 僕のうた
  - 作詞・作曲：源まなぶ
3. いつだって…（オリジナル・カラオケ）